# Forever (album Schillera)
Forever – album studyjny zespołu Schiller, wydany w czerwcu 2008 roku przez Universal Music. To ekskluzywne wydanie, które można było nabyć podczas trasy koncertowej albumu "Sehnsucht", zawiera 11 utworów nagranych wspólnie z Kim Sanders. Oprócz utworów, które znane są z poprzednich płyt, na albumie znalazły się również dwie wcześniej nie prezentowane kompozycje.

## Lista utworów
1. "Delicately Yours [Schill Out Version]" – 4:52
2. "I Will Find You" – 4:41 – Nagrany specjalnie na ten album
3. "I Know" – 5:08
4. "Forever" – 5:24
5. "Let Me Love You [Video Version]" – 3:39
6. "I Saved You" – 4:55
7. "Delicately Yours" – 5:00
8. "Let Me Love You [Schill Out Version]" – 4:08
9. "Dancing With Lonelines" – 4:51
10. "Distance [Live]" – 6:55
11. "Distance [Demo Version 2000]" – 5:12 – Wcześniej nie wydany